# Gliese 552
Gliese 552 (GJ 552 / HIP 70865) es una estrella en la constelación de Bootes que se localiza 2º50' al oeste de π Bootis.
De magnitud aparente +10,68, no es observable a simple vista.
Gliese 552 se encuentra a 46 años luz del sistema solar y, al igual que la mayor parte de las estrellas de nuestro entorno más cercano, es una enana roja.
De tipo espectral M2.5V, tiene una temperatura efectiva de 3407 ± 50 K.
Su luminosidad bolométrica —en todas las longitudes de onda— equivale al 3,8% de la luminosidad solar.
Posee un diámetro igual al 58% del que tiene el Sol.
Gira sobre sí misma con una velocidad de rotación proyectada de 1,6 km/s, siendo su período de rotación de 35,9 días.
En cuanto a su composición, presenta una metalicidad —abundancia relativa de elementos más pesados que el helio— prácticamente igual a la del Sol ([Fe/H] = -0,01).
Su masa es de 0,52 masas solares.
La estrella conocida más cercana a Gliese 552 es GJ 3856, a 2,2 años luz.
Gliese 552 se mueve a una velocidad de 113 km/s en relación con el sistema solar, valor inusitadamente elevado.
Asimismo, su órbita galáctica es notablemente excéntrica (e = 0,64), lo que propicia que en el apoastro llegue a estar a más de 29 kilopársecs del centro galáctico, casi tres veces la distancia del máximo alejamiento del Sol.